# نیس (هیرن‌فین)
نیس (به هلندی: Nes) یک منطقهٔ مسکونی در هلند است که در هیرن‌فین واقع شده‌است. نیس ۸٫۴۲ کیلومتر مربع مساحت و ۱٬۱۰۰ نفر جمعیت دارد و ۰٫۶ متر بالاتر از سطح دریا واقع شده‌است.